# Niphecyra uniformis
Niphecyra uniformis là một loài bọ cánh cứng trong họ Cerambycidae.